# Río Arlanzón

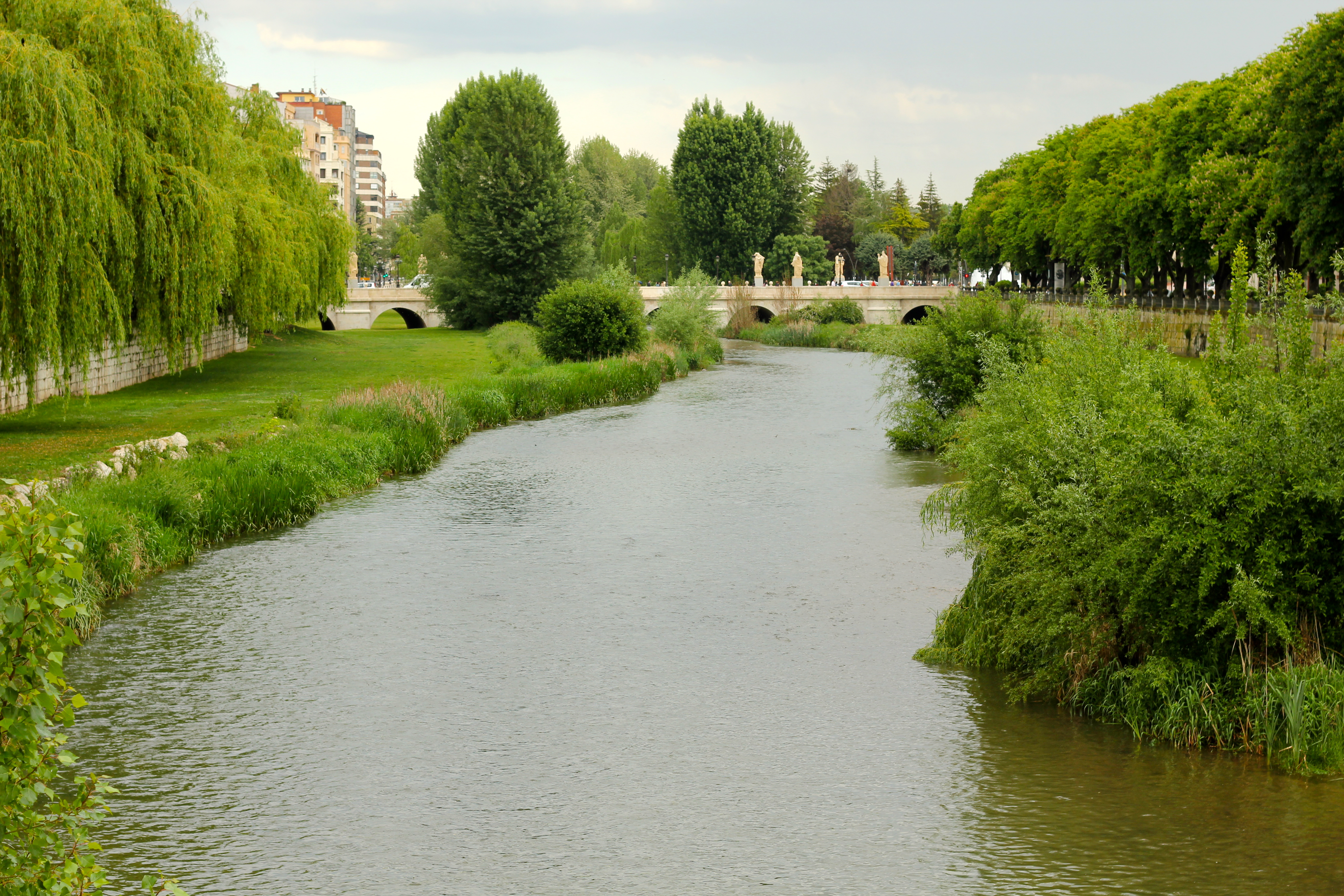
Arlanzonfloden på våren

Arlanzonfloden (spanska: Río Arlanzón) är ett vattendrag i Spanien. Det ligger i norra Kastilien och León, 190 km norr om huvudstaden Madrid. Det är en biflod till floden Arlanza, och ansluter till den senare vid Quintana del Puente i provinsen Palencia, som i sin tur är en del av Duero-bäckenet .

## Sträckning
Arlanzonfloden har sin upprinnelse i Sierra de la Demanda, ett bergsområde som ligger i sydöstra delen av provinsen Burgos. Floden passerar genom provinshuvudstaden Burgos där den med sitt flöde delar staden i två delar, en nordlig del och en sydlig del. Den har en längd på 131 km.
Arlazonfloden flyter genom följande städer och byar:

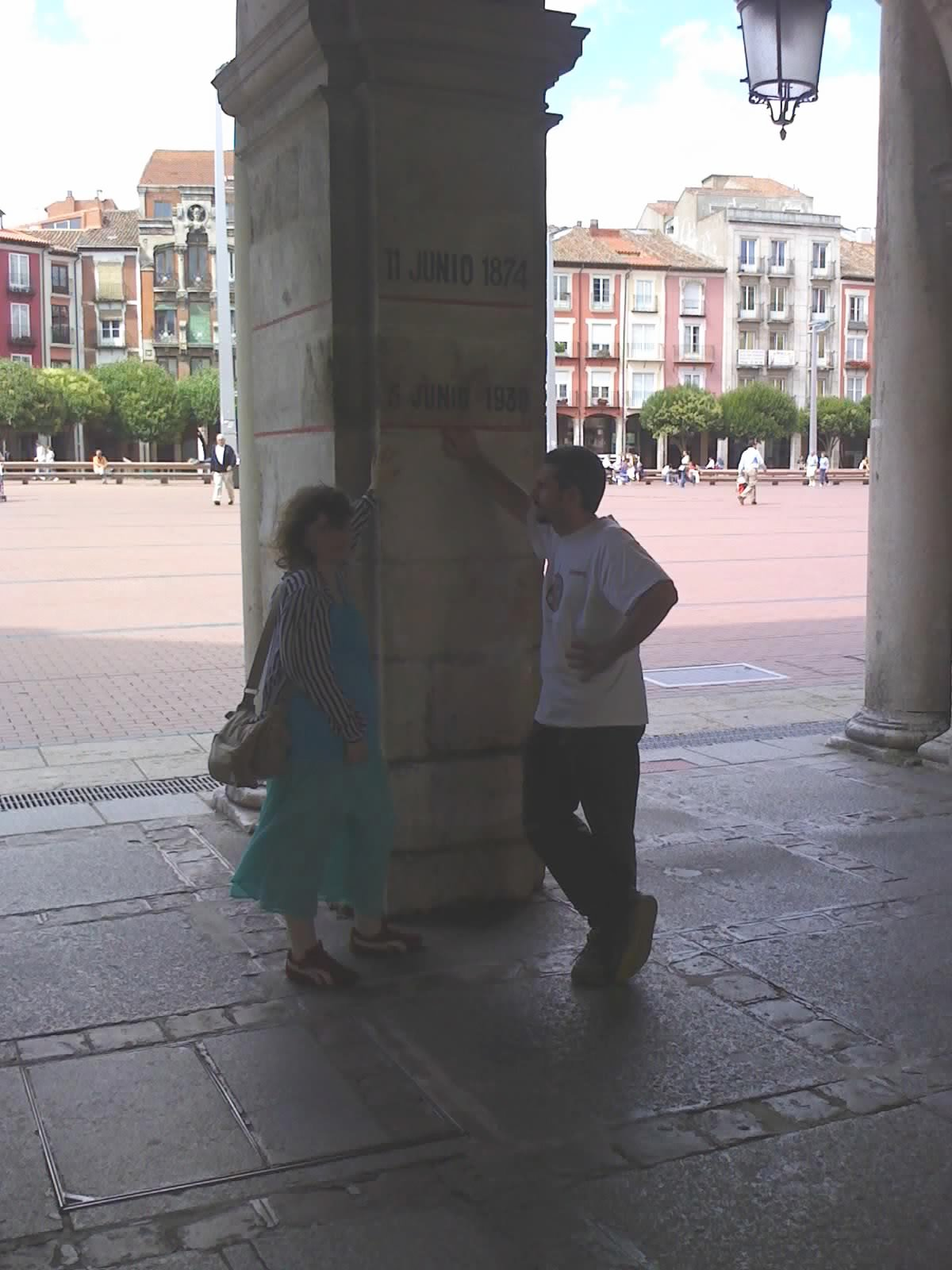
Markering av översvämningsnivån och respektive årtal på Burgos rådhus

- Pineda de la Sierra
- Villasur de Herreros
- Arlanzon
- Ibeas de Juarros
- Burgos (provinsens huvudort)
- Villalbilla de Burgos
- Buniel
- Frandovínez
- Estepar
- PampliegaMarkering av översvämningsnivån och respektive årtal på Burgos rådhus

### Klimat
Medelhavsklimat råder i trakten. Årsmedeltemperaturen i trakten är 13 °C. Den varmaste månaden är juli, då medeltemperaturen är 26 °C, och den kallaste är januari, med 2 °C. Genomsnittlig årsnederbörd är 634 millimeter. Den regnigaste månaden är april, med i genomsnitt 84 mm nederbörd, och den torraste är augusti, med 5 mm nederbörd.

### Ekologi och naturvård
Efter decennier av utsläpp rakt ut i vattnet och brist på naturliga buffertzoner (ständigt bevuxen mark) längs med flodkanten började man under 90-talet arbeta med att återskapa Arlanzonflodens naturliga vegetation och djurliv. Arbetet har varit lyckat och floden är idag levande i allra högsta grad med många arter av både djur och växter, bland annat öring.

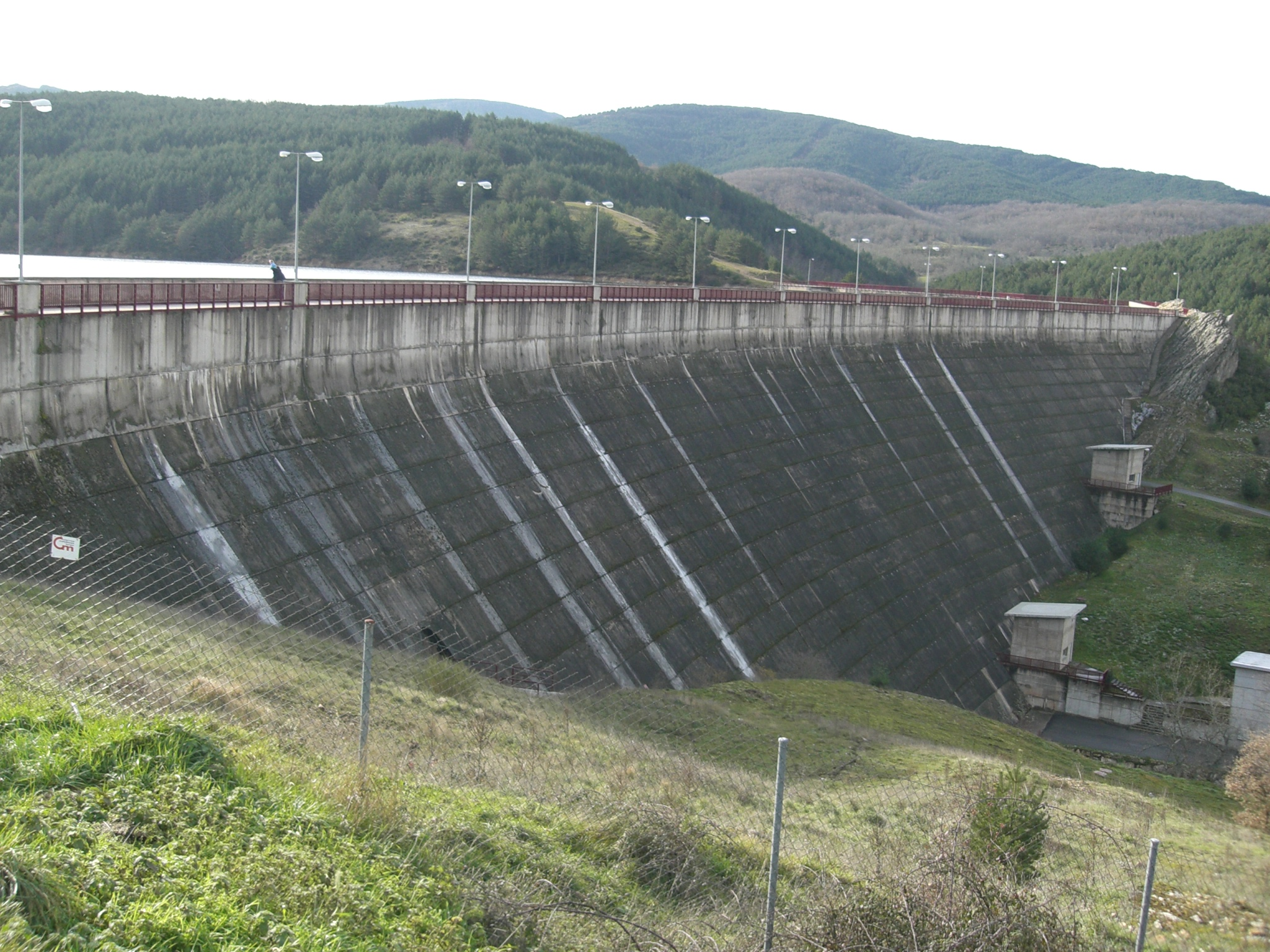
Arlanzonreservoaren

### Översvämningar i samband med snösmältning
Snösmältning från Sierra de la Demanda orsakade periodvis betydande ökning av Arlanzonflodens vattenflöde och ledde till översvämningar i omkringliggande byar och städer. Efter översvämningen 1930 togs beslut om att bygga dammar . 
Vattenflödet dämpas därför i sin första sträckning av Arlanzonreservoaren. Dess funktion är att reglera tillströmningarna av smältvatten. Reservoaren färdigställdes 1933. Den är 1,3 km² (130 hektar), medan dammarna har en volym på upp till 20-22 miljoner m³. Dammbyggnaden i sig är byggd i betong; 47 meter hög och drygt 267 meter lång. 
Trots dammen förekommer det fortfarande de översvämningar under regnperioden. 